# Brice Guyart
Brice Guyart (Suresnes, 15 de março de 1981) é um esgrimista francês, campeão olímpico.
Brice Guyart representou seu país nos Jogos Olímpicos de Verão de 2000, 2004 e 2008. Conseguiu a medalha de ouro Florete por equipe em 2000, e ouro no individual em 2004.